# マイティ・モー
マイティ・モー（Mighty Mo、1970年10月8日 - ）は、アメリカ合衆国の男性キックボクサー、総合格闘家。サモア系アメリカ人。アメリカ領サモア・パゴパゴ出身。エリートMMAアカデミー所属。元ROAD FC無差別級王者。
「怒濤のサモアン・フック」と呼ばれる。

## 来歴
高校・大学時代はレスリング部に所属。2003年にプロ総合格闘技デビュー。
2004年2月15日、K-1 BURNING 2004 〜沖縄初上陸〜で、曙率いる世界連合軍の1人として初参戦。ワンマッチで堀啓にKO勝ちを収めた。
2004年4月30日、K-1 WORLD GP 2004 in LAS VEGAS 〜世界地区予選A〜でGP初参戦。1回戦でカーター・ウィリアムスに3Rで逆転TKO勝利を収め、注目される存在となった。この大会では準決勝でデューウィー・クーパーに判定負けを喫し、トーナメント出場権を逃した。
同年、8月7日のK-1 WORLD GP 2004 in LAS VEGAS II 〜世界最終予選〜では3試合中2試合でKO勝利を収め、GP開幕戦への切符を手にした。
2004年9月25日、GP開幕戦ではゲーリー・グッドリッジに1R KO勝利を収めた。
2004年12月4日のK-1 WORLD GP 2004 FINALでは、準々決勝でガオグライ・ゲーンノラシンに右のジャンピングハイキックを浴び、KO負けを喫した。
2005年4月30日、K-1 WORLD GP 2005 in LAS VEGASではレミー・ボンヤスキーとワンマッチで対戦、2003・2004年とK-1 GPを連覇しているボンヤスキーを相手に不利な展開ながらダウンを奪い判定勝ち。
2005年8月13日、K-1 WORLD GP 2005 in LAS VEGAS IIでは、フランソワ・"ザ・ホワイトバッファロー"・ボタにKO勝ちした。しかし、GP開幕戦でピーター・アーツに2R KO負け。
2006年にボクシングデビュー。ボクシングデビュー戦でラマー・ステファンズに0-3の判定負けを喫するも、半年後の2試合目では1R KOで初勝利。3試合目も1RTKO勝ちを果たした。なお、モーのボクシングマッチ参戦はK-1との契約に違反していたが、K-1の谷川貞治プロデューサーが温情をみせたことにより、特に処分は受けなかった。
2007年3月4日、K-1 WORLD GP 2007 IN YOKOHAMAでチェ・ホンマンと対戦。K-1においてダウンしたことのなかったホンマンから2Rにサモアンフックでダウンを奪いKO勝ち。試合直前に交通事故で実弟を亡くしたが、それを感じさせない試合となった。そして1週間後の3月12日、HERO'S 2007 開幕戦 〜名古屋初上陸〜でキム・ミンスと対戦し、同じくサモアンフックでTKO勝ち。
2007年4月28日に、K-1 WORLD GP 2007 in HAWAIIにおいてキム・ギョンソック、ヤン・ノルキヤ、アレキサンダー・ピチュクノフを全てサモアンフックでKOし、予選トーナメントで優勝。GP開幕戦への出場権を手に入れた。また、この大会でモーの長男マイティ・モーJrもK-1デビューしたが、KO負け。
2007年6月2日、「Dynamite!! USA」においてウォーパスにTKO勝ち。
2007年6月23日、K-1 WORLD GP 2007 IN AMSTERDAMにおいて、K-1スーパーヘビー級タイトルマッチでセーム・シュルトと対戦。シュルトの前蹴りとローキックを受け失速しダウン寸前にまで追い込まれた。なんとか耐えたが、結果0-3の判定負け。
2007年8月11日、K-1 WORLD GP 2007 IN LAS VEGASにおいて、ステファン・レコと対戦。レコのテクニックに完封され判定負け。
2007年9月29日、K-1 WORLD GP 2007 IN SEOUL FINAL16において、チェ・ホンマンと対戦。2Rにホンマンのローキックが下腹部に当たり試合中断と思われたが、レフェリーはダウンと判定。そのまま0-2で3R判定負け。マイティ・モー側は誤審であると異議を申し立てたが、10月4日にK-1競技委員会より発表があり、2Rのダウンは金的付近に当たった不可抗力のアクシデントだったとしてダウンを取り消したが、判定による勝敗には影響がないとした。
2007年12月8日、K-1 WORLD GP 2007 FINALのリザーブファイトにて、ポール・スロウィンスキーと対戦。1Rに見せ場を作るも、スロウィンスキーの右ローキックで2RKO負け。
2008年4月13日、K-1 WORLD GP 2008 IN YOKOHAMAで前田慶次郎と対戦し、判定負け。
2008年8月9日、K-1 WORLD GP 2008 IN HAWAIIの1回戦でジャスティス・スミスに判定勝ち。しかしローブローのダメージにより準決勝を棄権した。
2008年9月23日、DREAM.6でセルゲイ・ハリトーノフと総合格闘技ルールで対戦予定であったが、練習中に負傷（脊柱起立筋断裂）し、欠場となった。
2008年12月31日、Dynamite!! 〜勇気のチカラ2008〜でセーム・シュルトとDREAMルールで対戦し、シュルトをテイクダウンするも下からの三角絞めで一本負けを喫した。
2010年3月22日、DREAM.13で自身のトレーナーでもあるジョシュ・バーネットと対戦。アームロックで1R一本負け。
2010年10月2日、K-1 WORLD GP 2010 IN SEOUL FINAL16でアンドレイ・アルロフスキーの代役として急遽ラウル・カティナスと対戦。1Rに右フックでダウンを奪い3-0の判定勝ちを収めた。
2010年12月11日、K-1 WORLD GP 2010 FINALに出場し、1回戦でピーター・アーツと対戦するも、パンチの連打で2度目のダウンを奪われ1RKO負け。
2011年から2012年にかけてハイペースで試合を行うも、アーツ戦からキックボクシングで8連敗を喫した。この期間中の試合は主に、セルゲイ・ハリトーノフに1RKO負け。ベン・エドワーズに2RKO負け。羅王丸に3RKO負け。リック・ルーファスに1-2の僅差の判定負け。ラウル・カティナスとの再戦で3R判定負けなどがある。

### Bellator
2013年9月21日、Bellator MMA初参戦となったBellator 100で7戦全勝のダン・チャールズ対戦し、3Rにパンチの連打でダウンを奪いパウンドでKO勝ち。約3年ぶりの勝利となった
2013年10月25日、Bellator 105でロン・スパークスと対戦し、1Rにキーロックで一本勝ち。
2014年3月8日、Bellator 111のヘビー級トーナメント1回戦でピーター・グラハムと対戦。ローキックで攻められる場面もあったが、3Rに袈裟固めで一本勝ち。
2014年4月11日、Bellator 116のヘビー級トーナメント準決勝でアレキサンダー・ヴォルコフと対戦し、左ハイキックで1RKO負けを喫した。

### ROAD FC
2015年12月26日、ROAD FC無差別級トーナメント1回戦でチェ・ムベと再戦し、パウンドでTKO勝ち。2016年4月16日、無差別級トーナメント準決勝でミョン・ヒョンマンと対戦し、ネッククランクで一本勝ち。
2016年9月24日、ROAD FC 033の無差別級トーナメント決勝戦でチェ・ホンマンと対戦し、右フックでKO勝ちを収め優勝。初代ROAD FC無差別級王座に認定された。
2016年12月10日、ROAD FC 035で行われたROAD FC無差別級タイトルマッチでカルロス･トヨタと対戦し、パンチラッシュでKO勝ちを収め初防衛に成功した。
2017年7月15日、ROAD FC 040のROAD FC無差別級タイトルマッチでカン・ドングクと対戦し、パウンドで2RKO勝ちし、2度目の防衛に成功。ROAD FC6連勝となった。
2018年5月12日、ROAD FC047 無差別級トーナメントで復帰したギルバート・アイブルと対戦。序盤からタックルで倒された後、グラウンドで圧倒され腕ひしぎ十字固めで腕を折られ1R一本負け。王座から陥落した。

### VBK
2019年9月21日、VBK 1: Heavyweight Tournamentのヘビー級トーナメントに出場し、1回戦でヘビー級に階級を上げたソクジュに3RKO勝利するも、2回戦でマーク・ゴッドビアーに1RKO負けを喫した。

## エピソード
- モーには子供が6人おり、甥っ子も含め10人という大家族を養うため、貪欲にファイトマネーを求めハイペースに戦い続けている。
- 「ビルの倒壊に巻き込まれて下敷きになったにもかかわらず無傷だった」という伝説があるが、実際には、瓦礫の下敷きになった同僚を必死に助けたということである。だが、常人ならとても1人で出来る作業ではなかったため、「マイティ」と呼ばれるようになった。
- HERO'S初参戦となった試合前日、名古屋の会場近くの佐藤嘉洋の父親が経営する喫茶店にタクシーで立ち寄り、佐藤オススメのハンバーグ定食、焼きそば、手作りプリン等をペロリと食べ尽くした。その後子ども達のお土産を買いにアーケード街へ向かい、お土産を買った後は飲み屋へ立ち寄り、試合前日であるにもかかわらず日本酒をどんどん飲んで顔を真っ赤にし、店を出た後も紙パックの日本酒を買って飲むなどしていた。だが、翌日の試合は飲酒の影響を微塵も見せずKO勝利し、結果を残した。

## 戦績

### 総合格闘技
| 総合格闘技 戦績 | 総合格闘技 戦績 | 総合格闘技 戦績 | 総合格闘技 戦績 | 総合格闘技 戦績 | 総合格闘技 戦績 | 総合格闘技 戦績 |
| --------------- | --------------- | --------------- | --------------- | --------------- | --------------- | --------------- |
| 18 試合         | (T)KO           | 一本            | 判定            | その他          | 引き分け        | 無効試合        |
| 12 勝           | 9               | 3               | 0               | 0               | 0               | 0               |
| 6 敗            | 2               | 3               | 1               | 0               | 0               | 0               |

| 勝敗 | 対戦相手                     | 試合結果                             | 大会名                                               | 開催年月日     |
| ×    | ギルバート・アイブル         | 1R 3:43 腕ひしぎ十字固め             | ROAD FC 047 【無差別級トーナメント 】                | 2018年5月12日  |
| ○    | カン・ドングク               | 2R 2:27 TKO（パウンド）              | ROAD FC 040 【ROAD FC無差別級タイトルマッチ】        | 2017年7月15日  |
| ○    | カルロス・トヨタ             | 1R 1:10 KO（スタンドパンチ連打）     | ROAD FC 035 【ROAD FC無差別級タイトルマッチ】        | 2016年12月10日 |
| ○    | チェ・ホンマン               | 1R 4:06 KO（右フック）               | ROAD FC 033 【無差別級トーナメント 決勝】            | 2016年9月24日  |
| ○    | ミョン・ヒョンマン           | 3R 1:12 ネッククランク               | ROAD FC 030 in China 【無差別級トーナメント 準決勝】 | 2016年4月16日  |
| ○    | チェ・ムベ                   | 1R 3:43 TKO（パウンド）              | ROAD FC 027 in China 【無差別級トーナメント 1回戦】  | 2015年12月26日 |
| ○    | チェ・ムベ                   | 1R 0:37 KO（右フック）               | ROAD FC 026                                          | 2015年10月9日  |
| ×    | デニス・ストイニッチ         | 5分3R終了 判定0-3                    | HIT-FC                                               | 2015年6月27日  |
| ×    | アレクサンドル・ルング       | 1R 0:52 TKO（パンチ）                | RXF 15                                               | 2014年12月15日 |
| ×    | アレキサンダー・ヴォルコフ   | 1R 2:44 KO（左ハイキック）           | Bellator 116 【ヘビー級トーナメント 準決勝】         | 2014年4月11日  |
| ○    | ピーター・グラハム           | 3R 2:31 袈裟固め                     | Bellator 111 【ヘビー級トーナメント 1回戦】          | 2014年3月8日   |
| ○    | ロン・スパークス             | 1R 2:52 キーロック                   | Bellator 105                                         | 2013年10月25日 |
| ○    | ダン・チャールズ             | 3R 1:26 TKO（パウンド）              | Bellator 100                                         | 2013年9月21日  |
| ×    | ジョシュ・バーネット         | 1R 4:41 チキンウィングアームロック   | DREAM.13                                             | 2010年3月22日  |
| ×    | セーム・シュルト             | 1R 5:31 三角絞め                     | Dynamite!! 〜勇気のチカラ2008〜                      | 2008年12月31日 |
| ○    | ウォーパス                   | 1R 1:33 TKO（左ストレート→パウンド） | Dynamite!! USA                                       | 2007年6月2日   |
| ○    | キム・ミンス                 | 1R 2:37 TKO（右フック）              | HERO'S 2007 開幕戦 〜名古屋初上陸〜                  | 2007年3月12日  |
| ○    | マーク・"ザ・ベアー"・スミス | 2R KO（ボディへの膝蹴り）            | UAGF 4: Ultimate Cage Fighting 4                     | 2003年10月12日 |

### キックボクシング
| キックボクシング 戦績 | キックボクシング 戦績 | キックボクシング 戦績 | キックボクシング 戦績 | キックボクシング 戦績 | キックボクシング 戦績 | キックボクシング 戦績 |
| --------------------- | --------------------- | --------------------- | --------------------- | --------------------- | --------------------- | --------------------- |
| 48 試合               | (T)KO                 | 判定                  | その他                | 引き分け              | 無効試合              |                       |
| 35 勝                 | 26                    |                       |                       | 0                     | 0                     |                       |
| 19 敗                 |                       |                       |                       | 0                     | 0                     |                       |

| 勝敗 | 対戦相手                                     | 試合結果                                 | 大会名                                                                             | 開催年月日     |
| ×    | ラウル・カティナス                           | 3R終了 判定3-0                           | SuperKombat World Grand Prix 2012 Final                                            | 2012年10月22日 |
| ×    | リック・ルーファス                           | 3R終了 判定1－2                          | K-1 World Grand Prix 2012 in Los Angeles                                           | 2012年9月8日   |
| ×    | フロイラン・バビッチ                         | 3R終了 判定                              | 3rd Steko Fight Night                                                              | 2012年3月3日   |
| ×    | 羅王丸                                       | 3R 2:49 TKO（2ノックダウン：パンチ連打） | RISE85 【RISE HEAVY WEIGHT TOURNAMENT 2011一回戦】                                 | 2011年11月23日 |
| ×    | ベン・エドワーズ                             | 2R 2:18 KO （膝蹴り）                    | Capital Punishment 4                                                               | 2011年7月30日  |
| ×    | ムラデン・ブレストバッチ                     | 1R 2:18 KO （右ミドルキック）            | SuperKombat World Grand Prix II 2011                                               | 2011年7月16日  |
| ×    | セルゲイ・ハリトーノフ                       | 1R 1:59 KO（パンチ）                     | United Glory 14: 2010-2011 World Series Finals                                     | 2011年5月28日  |
| ×    | ピーター・アーツ                             | 1R 2:20 KO（2ノックダウン：パンチ連打）  | K-1 WORLD GP 2010 FINAL 【準々決勝】                                               | 2010年12月11日 |
| ○    | ラウル・カティナス                           | 3R終了 判定3-0                           | K-1 WORLD GP 2010 IN SEOUL FINAL16 【1回戦】                                       | 2010年10月2日  |
| ×    | セバスチャン・チオバヌ                       | 1R 2:24 KO                               | K-1 WORLD GP 2010 IN BUCHAREST -EAST EUROPE GP- 【準決勝】                         | 2010年5月21日  |
| ○    | ロマン・クレイブル                           | 3R 1:56 KO                               | K-1 WORLD GP 2010 IN BUCHAREST -EAST EUROPE GP- 【1回戦】                          | 2010年5月21日  |
| ×    | カタリン・モロサヌ                           | 3R+延長1R終了 判定1-2                    | K-1 Collizion 2009 Final Elimination                                               | 2009年10月24日 |
| ○    | ジャスティス・スミス                         | 3R終了 判定2-0                           | K-1 WORLD GP 2008 IN HAWAII 【USA GP 1回戦】                                       | 2008年8月9日   |
| ×    | 前田慶次郎                                   | 延長R終了 判定0-3                        | K-1 WORLD GP 2008 IN YOKOHAMA                                                      | 2008年4月13日  |
| ×    | ポール・スロウィンスキー                     | 2R 0:50 KO（右ローキック）               | K-1 WORLD GP 2007 FINAL 【リザーブファイト】                                       | 2007年12月8日  |
| ×    | チェ・ホンマン                               | 3R終了 判定0-2                           | K-1 WORLD GP 2007 IN SEOUL FINAL16 【1回戦】                                       | 2007年9月29日  |
| ×    | ステファン・レコ                             | 3R終了 判定0-3                           | K-1 WORLD GP 2007 IN LAS VEGAS                                                     | 2007年8月11日  |
| ×    | セーム・シュルト                             | 3R終了 判定0-3                           | K-1 WORLD GP 2007 IN AMSTERDAM 【K-1スーパーヘビー級タイトルマッチ】               | 2007年6月23日  |
| ○    | アレキサンダー・ピチュクノフ                 | 3R 0:46 KO（右フック）                   | K-1 WORLD GP 2007 in HAWAII 【USA GP 決勝】                                        | 2007年4月28日  |
| ○    | ヤン・"ザ・ジャイアント"・ノルキヤ           | 2R 1:50 KO（左フック）                   | K-1 WORLD GP 2007 in HAWAII 【USA GP 準決勝】                                      | 2007年4月28日  |
| ○    | キム・ギョンソック                           | 1R 1:37 KO（左フック）                   | K-1 WORLD GP 2007 in HAWAII 【USA GP 1回戦】                                       | 2007年4月28日  |
| ○    | チェ・ホンマン                               | 2R 0:50 KO（右フック）                   | K-1 WORLD GP 2007 IN YOKOHAMA                                                      | 2007年3月4日   |
| ○    | アブデル・ラミディ                           | 1R 2:17 KO（右フック）                   | K-1 FIGHTING NETWORK 2006 in RIGA                                                  | 2006年11月4日  |
| ×    | レミー・ボンヤスキー                         | 3R終了 判定0-3                           | K-1 REVENGE 2006 K-1 WORLD GP 2006 in SAPPORO 〜アンディ・フグ七回忌追悼イベント〜 | 2006年7月30日  |
| ×    | ピーター・アーツ                             | 2R 0:42 KO（左ローキック）               | K-1 WORLD GP 2005 in OSAKA 開幕戦 【1回戦】                                        | 2005年9月23日  |
| ○    | フランソワ・"ザ・ホワイトバッファロー"・ボタ | 1R 1:20 TKO（右フック）                  | K-1 WORLD GP 2005 in LAS VEGAS II                                                  | 2005年8月13日  |
| ○    | レミー・ボンヤスキー                         | 3R終了 判定2-1                           | K-1 WORLD GP 2005 in LAS VEGAS                                                     | 2005年4月30日  |
| ×    | ガオグライ・ゲーンノラシン                   | 1R 2:40 KO（右ハイキック）               | K-1 WORLD GP 2004 決勝戦 【準々決勝】                                              | 2004年12月4日  |
| ○    | ゲーリー・グッドリッジ                       | 1R 2:58 KO（右フック）                   | K-1 WORLD GP 2004 in TOKYO 開幕戦 【1回戦】                                        | 2004年9月25日  |
| ○    | ブレクト・ウォリス                           | 2R 2:55 KO（右フック）                   | K-1 WORLD GP 2004 in LAS VEGAS II 【世界最終予選 決勝】                            | 2004年8月7日   |
| ○    | スコット・ライティ                           | 1R 1:29 KO（右ストレート）               | K-1 WORLD GP 2004 in LAS VEGAS II 【世界最終予選 準決勝】                          | 2004年8月7日   |
| ○    | セルゲイ・グール                             | 3R終了 判定3-0                           | K-1 WORLD GP 2004 in LAS VEGAS II 【世界最終予選 1回戦】                           | 2004年8月7日   |
| ×    | デューウィー・クーパー                       | 3R終了 判定0-3                           | K-1 WORLD GP 2004 in LAS VEGAS 【世界地区予選A 準決勝】                            | 2004年4月30日  |
| ○    | カーター・ウィリアムス                       | 3R 1:52 TKO（右フック）                  | K-1 WORLD GP 2004 in LAS VEGAS 【世界地区予選A 1回戦】                             | 2004年4月30日  |
| ○    | 堀啓                                         | 4R 1:22 KO（右フック）                   | K-1 BURNING 2004 〜沖縄初上陸〜                                                    | 2004年2月15日  |

### プロボクシング
| プロボクシング 戦績 | プロボクシング 戦績 | プロボクシング 戦績 | プロボクシング 戦績 | プロボクシング 戦績 | プロボクシング 戦績 | プロボクシング 戦績 |
| ------------------- | ------------------- | ------------------- | ------------------- | ------------------- | ------------------- | ------------------- |
| 4 試合              | (T)KO               | 判定                | その他              | 引き分け            | 無効試合            |                     |
| 2 勝                | 2                   | 0                   | 0                   | 0                   | 0                   |                     |
| 2 敗                | 0                   | 2                   | 0                   | 0                   | 0                   |                     |

| 戦           | 日付           | 勝敗 | 時間 | 内容 | 対戦相手                   | 国籍           | 備考       |
| ------------ | -------------- | ---- | ---- | ---- | -------------------------- | -------------- | ---------- |
| 4            | 2014年11月21日 | 敗北 | 4R   | 判定 | ロドニー・エルナンデス     | アメリカ合衆国 | -          |
| 3            | 2007年2月8日   | 勝利 | 1R   | TKO  | ウィリアム・ジャクソン     | アメリカ合衆国 | -          |
| 2            | 2006年11月17日 | 勝利 | 1R   | KO   | クリストファー・ヴァレンテ | アメリカ合衆国 | -          |
| 1            | 2006年5月18日  | 敗北 | 6R   | 判定 | ラマー・ステファンズ       | アメリカ合衆国 | デビュー戦 |
| テンプレート |                |      |      |      |                            |                |            |

## 獲得タイトル
- UAGFヘビー級王座
- K-1 WORLD GP 2004 in LAS VEGAS II 世界最終予選トーナメント優勝（2004年）
- K-1 WORLD GP 2007 in HAWAII 優勝（2007年）
- ROAD FC無差別級トーナメント 優勝（2016年）
- 初代ROAD FC無差別級王座（2016年）

### 戦績等
- DREAM 選手データ
- HERO'S 選手データ
- バウトレビュー 選手データ
- K-1 選手データ - ウェイバックマシン（2011年2月25日アーカイブ分）
- マイティ・モーの戦績 - SHERDOG（英語）
- マイティ・モーの戦績 - BoxRec（英語）